# Franz Ackermann
Franz Ackermann (ur. 1963 w Neumarkt-Sankt Veit) – niemiecki malarz.
Od roku 1984 do 1988 studiował w Akademii Sztuk Pięknych w Monachium, potem od 1989 do 1991 w Wyższej Szkole Sztuk Pięknych w Hamburgu. Od 2001 wykładowca malarstwa akademii w Karlsruhe. W 2005 roku otrzymał nagrodę mfi Preis Kunst am Bau za swoją kompozycję ścienną Die große Reise (niem. Wielka podróż), wykonaną na stacji metra Georg-Brauchle-Ring w Monachium.
Uprawia tradycyjne malarstwo, oraz tworzy instalacje. Tematyka jego dzieł skupia się na zagadnieniach podróży, globalizacji i estetyki wielkich miast. W podróżach maluje serie małych kompozycji pt. Mental Maps.